# Povestea tăietorului de bambus

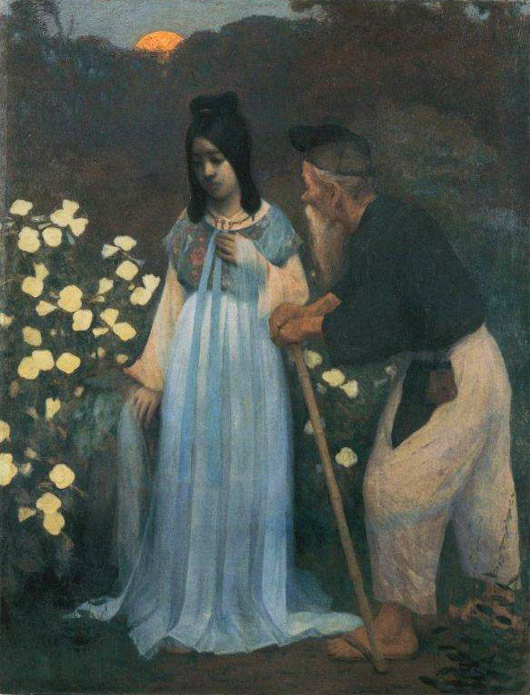
Kaguya-hime de Mitsutani Kunishiro (Kasama Nichido Museum of Art).jpg

„Povestea tăietorului de bambus” (în japoneză 竹取物語, Taketori Monogatari) sau „Povestea prințesei Kaguya” (în japoneză かぐや姫の物語, Kaguya-hime no Monogatari)  este o poveste japoneză din secolul al XI-lea. Poate fi considerată și proto-științifico-fantastică.

## Prezentare
Protagonista povestirii, Kaguya-hime, este o prințesă din Lună care este trimisă pe Pământ pentru propria siguranță în timpul unui război ceresc și este găsită și crescută de un tăietor de bambus din Japonia. Mai târziu, ea este luată înapoi pe Lună de către adevărata sa familie extraterestră. O ilustrație din manuscris înfățișează o mașină zburătoare rotundă similară cu o farfurie zburătoare.

## Ecranizări
- Kaguyahime no monogatari (2013) Povestea prințesei Kaguya, film anime regizat de Isao Takahata[3]

## Legături externe
- Ryukoku University exhibition
- Tetsuo Kawamoto: The Moon Princess (translated by Clarence Calkins)

## Vezi și
- Listă de basme
- Istoria științifico-fantasticului

Format:Folclor japonez